# Phrynobatrachus calcaratus
Phrynobatrachus calcaratus é uma espécie de anfíbio da família Petropedetidae.
Pode ser encontrada nos seguintes países: Camarões, República Centro-Africana, Costa do Marfim, Guiné Equatorial, Gana, Guiné, Libéria, Nigéria, Senegal, e possivelmente Benin, República Democrática do Congo, Gâmbia, Guiné-Bissau, Mali, Serra Leoa e Togo.
Os seus habitats naturais são: florestas subtropicais ou tropicais húmidas de baixa altitude, regiões subtropicais ou tropicais húmidas de alta altitude, rios, marismas intermitentes de água doce e florestas secundárias altamente degradadas.
Está ameaçada por perda de habitat.